# کارنین
| سامانه  | ردیف  | اشکوب      | سن (میلیون سال) |
| ------- | ----- | ---------- | --------------- |
| ژوراسیک | پیشین | هتانجین    | → پس از آن      |
| تریاس   | پسین  | راتین      | ۲۰۱٫۳–۲۰۸٫۵     |
| تریاس   | پسین  | نورین      | ۲۰۸٫۵–۲۲۸       |
| تریاس   | پسین  | کارنین     | ۲۲۸–۲۳۵         |
| تریاس   | میانه | لادینین    | ۲۴۲–۲۳۵         |
| تریاس   | میانه | آنیسین     | ۲۴۲–۲۴۷٫۲       |
| تریاس   | پیشین | اولنکین    | ۲۴۷٫۲–۲۵۱٫۲     |
| تریاس   | پیشین | ایندون     | ۲۵۱٫۲–۲۵۲٫۲     |
| پرمین   | پرمین | چانگسینگین | → پیش از آن     |

کارنین (انگلیسی: Carnian) در مقیاس زمانی زمین‌شناسی، اشکوب زیرین یا قدیمی‌ترین عصر از ردیف یا دور تریاس پسین به‌شمار می‌رود. کارنین در ستون چینه‌شناسی پس از اشکوب لادینین و پیش از نورین جای می‌گیرد. عصر کارنین از حدود ۲۳۵ میلیون سال پیش آغاز شده و تا حدود ۲۲۸ میلیون سال پیش ادامه یافت.
حد و مرزهای اشکوب کارنین با رویداد انقراض بزرگ یا تغییرات گیاهی بزرگ مشخص نشده ولی رویداد اقلیمی موسوم به رویداد دریاچه‌ای کارنین طی این عصر روی داد و به‌نظر می‌رسد که این رویداد با انقراض‌های بزرگ یا گسترش گونه‌های گیاهی همراه بوده است.

## نام‌گذاری
نام کارنین از کارنیک آلپ در کرنتن اتریش گرفته شده است. این نام در سال ۱۸۶۹ معرفی شد.